# مدرسة راوند هيل
مدرسة راوند هيل للبنين في نورثامبتون بولاية ماساتشوستس، أسسها جورج بانكروفت وجوزيف كوجسويل في عام 1823، على الرغم من أنها فشلت كمشروع قابل للحياة - أغلقت في 1834 - إلا أنها كانت محاولة مبكرة لرفع مستوى التعليم الثانوي في الولايات المتحدة لأبناء نخبة إنجلترا الجديدة. وكان عدم توافق المؤسسين سببا أساسيا في حل المشروع في نهاية المطاف.

## تأسيس المدرسة
قام جورج بانكروفت لدى عودته من جامعة غوتنغن، رغبة منه في إلقاء بعض الإلهام على الآخرين، بتقديم طلبا للحصول على إجازة لقراءة محاضرات عن التاريخ في جامعة هارفارد. وقد رفض طلبه. بعد خيبة أمله، في محاولة لإدخال بعض أجزاء من نظام التعليم الألماني إلى الولايات المتحدة، وبالتعاون مع جوزيف كوجسويل، أسس بانكروفت مدرسة راوند هيل. غادر المدرسة بعد بضع سنوات، وترك كوجسويل وحيداً في المنصب.

## السنوات المبكرة
خلال السنوات الثماني الأولى من تاريخها، التحق بها 293 تلميذا، من 19 ولاية وأربع دول أجنبية. وضع مؤسسي راوند هيل عدة أفكار للممارسة قاموا بجمعها من ألمانيا وانكلترا، وسويسرا. وفي سويسرا، درس كوجسويل مدرستين للمعلمين، يوهان هاينريش بيستالوزي في إيفيردون، وفليب إيمانويل فون فيلنبرغ في حوزة هوفويل بالقرب من برن. أعجب من حسن النظام والنجاح من مؤسسة فيلنبرغ أكثر من ذلك الخاص ببيستالوزي. إن رفقة المعلم والتلميذ، والدراسة المختلطة مع اللعب، والتطوير الموحد، والانتباه إلى دراسة اللغات الحديثة - هذه المبادئ أعجبته بشده، وقدمها في وقت لاحق في مدرسته الخاصة راوند هيل. كما تضمن النظام الألماني إلغاء الخوف والمنافسة قدر المستطاع. كان الضرب ممنوعا، وتم التأكيد على الحياة خارج الباب كميزة، في حين كان الاهتمام الفردي يعطى لكل تلميذ بمثابة حافز بدلا من التنافس. كل هذه الأفكار وضعت في وقت لاحق موضع التنفيذ في راوند هيل. كانت أول مدرسة في البلاد متأثرة تماما بالأفكار الألمانية.

## الأساتذة وحل المدرسة
قامت مدرسة راوند هيل بضمان الباحث الألماني تشارلز بيك في فبراير 1824 بعد وقت قصير من وصوله مع تشارلز فولن على نفس السفينة في عيد الميلاد السابق. تم تعيين بيك مدرسا لللاتينية، وسرعان ما أسس في راوند هيل أول صالة ألعاب رياضية وأول برنامج مدرسي للجمباز في الولايات المتحدة. كانت الصالة الرياضية منشأة خارجية. كان كارل فولن منتدباً في راوند هيل، وفي نوفمبر 1824 انتقل إلى جامعة هارفارد لتعليم اللغة الألمانية.
كانت المدرسة مماثلة لقاعة الألعاب الرياضية الألمانية. أغلقت في عام 1834 بسبب الصعوبات المالية والإرهاق من جانب كوجسويل.

## الخريجين
- يوشيا يتني، جيولوجي.
- إدوارد كليفورد أندرسون، جنرال في الحرب الأهلية الأمريكية (الكونفدرالية)
- توماس جولد أبليتون، أديب
- هنري و. بيلوس، رجل الدين التوحيدي، المصلح
- فرانسيس بوت، الملحن
- إليري تشانينج، الشاعر
- جورج إدوارد إليس، رجل دين توحيدي
- جون موراي فوربس، تاجر، خيري، مؤسس أكاديمية ميلتون الحديثة
- جورج جيبس، عالم الأجناس، والجيولوجي وعالم الطبيعة
- فيليب كيرني، جنرال في الحرب الأهلية الأمريكية (الاتحاد)
- روبرت ترايل سبينس لويل، رجل الدين، مدير مدرسة سانت مارك (1869-1874)
- جون لوثروب موتلي، مؤرخ ودبلوماسي
- جورج فرانسيس بيبودي، شقيق المصلحين التعليميين إليزابيث بالمر بيبودي وماري بيبودي مان
- جورج دبليو ريجز، ممول
- ثيودور سيدجويك، كاتب قانوني
- جورج شاين شاتوك، مؤسس مدرسة سانت بول
- ناثانيل ب. شورتليف، عمدة بوسطن
- صمويل كوتلر وارد، عضو لوبي أمريكي